# KaBlam!
A KaBlam! amerikai televíziós szkeccs-komédia rajzfilmsorozat, amelynek alkotói Robert Mittenthal, Will McRobb és Chris Viscardi voltak. A sorozat négy évadból, illetve 48 epizódból áll. Amerikában 1996. október 7. és 2000. január 22. között a Nickelodeon vetítette. Magyarországon 1999-ben az Msat sugározta, majd a 2000-es évek elején a Viasat 3 adta.
A műsor több, különálló blokkból áll, melyek mindegyikét más-más módon animálták. Az epizódok egyfajta show-műsor keretein belül zajlanak, a blokkokat két, szintén animált "házigazda" Henry és June kötik össze. Ez volt az egyetlen Nickelodeon-produkció, amelyet kifejezetten a csatorna SNICK-blokkjába készítettek.

## Megalkotása
Az egyes epizódok szegmenseit David Fain, Tim Hill, Steve Holman, Emily Hubley, Mark Marek, Mike Pearlstein, Mo Willems, és Cote Zellers alkották. A főcímdalt és az epizódok aláfestő zenéit a The Toasters nevű együttes és a New York Ska-Jazz Ensemble játszották. A legtöbb zene egy rövid, instrumentális átirata a The Toasters "Don't Let the Bastards Grind You Down" című albumáról. A főcímdal, a "Two-Tone Army" szintén a banda alkotása.
A Nickelodeon 1994-ben rendelte be, az első epizódok pedig két évvel később kerülhettek adásba. Az egyik szegmens, a "Különcködők", korábban egyetlen rövidfilmből állt, a sikere hatására azonban a KaBlam része lett.
Négy évadot élt meg, a harmadik évad harmadik epizódjánál viszont majdnem levették a műsorról. Végül 2000. január 22-én ért véget. Ezután ismételni kezdték, majd 2002-től, a TeenNick indulásával átkerült oda, de nem mindegyik epizódot vetítették, és alkalmanként a reklámszünetekben a show egy-egy jelenetét is bemutatták, kivágva egy részből (ahogy ez Magyarországon is megtörtént). 2005-től már csak ezek a rövid kivágások voltak láthatóak, egészen 2008-ig, amikor is teljesen megszűntek. Ezután csak 2016-ban vetítették újra, illetve 2018-tól már streaming-szolgáltatóknál is megtalálható.

## Magyar hangok
- Orosz István – Narrátor
- Kékesi Gábor – Henry
- Mánya Zsófi – June
- Minárovits Péter – Sniz
- Sinkovits-Vitay András – Fondü
- Bognár Tamás – Hústorony
- Kisfalvi Krisztina, később Roatis Andrea – Szélvész
- Wohlmuth István – Büdös búvár
- F. Nagy Zoltán – Olvadt fiú
- Uri István – Főnök
- Németh Gábor – Gonosz polgármester
- Csuha Bori – Loopy
- Szvetlov Balázs – Larry
- Rudas István – Louie gyík
- Tarján Péter – Louie hörcsög
- Csondor Kata – Angela Anaconda

További magyar hangok: Bókai Mária, Crespo Rodrigo, Csuha Lajos, Kiss Erika, Kőszegi Ákos

## A kisfilmek listája

### Henry és June
Ők a műsor rajzolt házigazdái, akik egy képregényben léteznek (minden részben másikban), tulajdonképpen az ő lapozásukkal következnek az újabb jelenetek. Ők maguknak is megvan minden részben a saját cselekményszáluk.
Henry (Noah Segan, magyar hangja Kékesi Gábor) a műsor férfi házigazdája, sokszor csinál butaságokat, és gyakran narcisztikus jegyeket mutat (például azt képzeli, hogy jól néz ki meztelen felsőtesttel). Gyakran kap leckéztetést June-tól, kettejük közül ő a merészebb. Nagyon komolyan veszi a munkáját, mint a műsor házigazdája. Az első évadban még okosabbnak tűnt June-nál, később ezt megfordították.
June (Julia McIlvane, magyar hangja Mánya Zsófi) a lazább kettejük közül. Szarkasztikus személyiség, az első évadban elég fiúsan viselkedik és butácska is, később sokat okosodik. Külsejét is megváltoztatták a második évadtól: a magasságából visszavettek, a copfja végét pedig lekerekítették. Elég temperamentumos, ha felbosszantják, bárkinek képes ellátni a baját.
Rajtuk kívül Nagyláb egy visszatérő karakter, aki háttérmunkásként dolgozik a műsorban. Alkalmanként felbukkan Mr. Fred Stockdale, a csatorna igazgatója, továbbá Henry anyja, és Jimmy McGee, aki kétszer volt June műsorvezető-párja.

### Sniz és Fondü
Két menyét, akik lakótársak, és gyakran mennek egymás idegeire. Sniz a fiatalabb, ő keveredik legtöbbször bajba, Fondünek pedig ki kell őt húznia a csávából. Rajtuk kívül még két lakótársuk bukkan fel rendszeresen. Történeteik a show első három évadában láthatók. Sniz hangja Minárovits Péter, Fondüé Sinkovits-Vitay András.

### Akciócsoport Most!
Ez nem egy rajzfilm, hanem műanyag figurák mozgatásával felvett kisfilm. Korábban láthatóak voltak a Sok hűhó című Nickelodeon-produkcióban is. Négy, teljesen ostoba szuperhős kalandjait követhetjük nyomon egy kertvárosi környezetben. Ők Hústorony (magyar hangja Bognár Tamás), aki "szupererős és szuperpucér", Szélvész (Kisfalvi Krisztina, később Roatis Andrea), aki "úgy repül, akár a mennydörgés", Büdös Búvár (magyar hangja Wohlmuth István), aki "volt kommandós, és legalább olyan rossz, mint a szaga", és az Olvadt Fiú (magyar hangja F. Nagy Zoltán), aki "tud olvasztani" (valójában ő maga olvadt meg). Emellett van még egy Főnökük is, aki a feladatokat adja (magyar hangja Uri István), és egy gonosz polgármester, aki rendszeresen borsot akar törni az orruk alá (magyar hangja Németh Gábor). Ez a blokk volt a legnépszerűbb a KaBlam! műsorai közül, 2001-ben saját sorozatot is kaptak a főszereplők.

### Élet Loopy-val
Ezt a blokkot stop-motion technikával vették fel: a főszereplők fejét egy másik technikával, rajzoltan, mágnesesen rögzítették és mozgatták. A történeteket Larry (magyar hangja Szvetlov Balázs) meséli el minden egyes epizódban, amelyek a nagy képzelőerővel megáldott kishúgával, Loopyval (magyar hangja Csuha Bori) történtek. Loopyt az sem tántorítja el, hogy kalandokra induljon, hogy Larry rendszerint közli vele, hogy butaságokat gondol (például hogy létezik-e halmennyország, vagy hogy a kanapé alatt egy külön világ létezik). Visszatérő szereplők még a szüleik.

### Prométeusz és Bob
Stop-motion technikával felvett szegmens, amelyben egy idegen lény kamerával felvett próbálkozásai láthatóak arról, hogyan próbál megtanítani egy ostoba barlanglakó ősembert civilizálódni. A kísérleteket alkalmanként egy majom is megzavarja.

### A Különcködők
Az első két évadban látható rajzfilmblokk. Szereplői olyan tinédzserek, akik valamilyen különcségük miatt számkivetettek a népszerűek közül. Ők a bandavezér, bongózó Betty Anne Bongo (magyar hangja Madarász Éva), a csendes, csak dühkitörései közben kiabáló Tomi, a hosszú hajú Repunzil, a kocka August (magyar hangja Markovics Tamás) és beszélő kutyája, a szarkasztikus Szeptember. A népszerűeket a bandavezér Tina, Beth és Billy vezetik.

### Egyéb kisfilmek
- Angela Anaconda: kivágott fényképeket animáltak, amelyből később a Fox Family Channel rendelt be egy sorozatot. A főszereplő Angela (magyar hangja Csondor Kata), aki a legtöbbször rossz időben van rossz helyen. Két epizódban szerepelt, a Fox később a saját berendelésű sorozata miatt letiltotta ezek vetítését.
- JetCat: egy lány a főszereplője, aki macska-szuperhősnek képzeli magát.
- Race Rabbit: élőszereplős sorozat, amelynek egy nyúl a főszereplője, aki futamokon indul, miközben riválisai megpróbálják megakadályozni ebben.
- A Louie és Louie Show: két háziállat, egy kaméleon és egy hörcsög, akik próbálják gazdájuk figyelmét felkelteni, aki csak a kutyájukkal játszik.
- Dinnyefej: félig élőszereplős, félig komputeranimált kisfilm, melynek főszereplője egy mezítlábas fiú, aki egy fél dinnyét hord kalap helyett, és különféle versenyeken igyekszik leleplezni a csalókat.
- A Tiki testvérek: két, tikimaszkra emlékeztető arcú törpe űrlény, akik különféle kalandokba keverednek a Földön.
- Anémia és Jodin: egy gót lány és hiperaktív, gördeszkás barátjának kalandjai. Egy epizódot mutattak be, amelyet Robert Scull  rendezett, aki a Rocko modern élete korai epizódjain is dolgozott, ezért az animáció stílusában sok a hasonlóság.

## Fordítás
- Ez a szócikk részben vagy egészben  a   KaBlam! című angol Wikipédia-szócikk ezen változatának fordításán alapul.  Az eredeti cikk szerkesztőit annak laptörténete sorolja fel. Ez a jelzés csupán a megfogalmazás eredetét és a szerzői jogokat jelzi, nem szolgál a cikkben szereplő információk forrásmegjelöléseként.